# Dan (borilne veščine)
Dan (japonsko 段) je japonska oznaka za dosežene stopnje znanja in izkušenj pri mnogih aktivnostih, npr. nekaterih japonskih borilnih veščinah, namiznih igrah kot go in šogi. Dan po navadi označuje višje oz. mojstrske stopnje.

## Pomen v japonskih borilnih veščinah
V japonskih borilnih veščinah pomeni dan učenca, ki je osvojil osnove veščine in tako stopil na pot mojstrstva. Tako kot pri osnovnih kju stopnjah, pozna večina veščin različno število mojstrskih stopenj, ki je od veščine do veščine, pa tudi znotraj stilov posamezne veščine, precej raznoliko. Mojstrske stopnje se najpogosteje označujejo s črnimi pasovi, nekatere veščine pa najvišje stopnje označujejo tudi z drugačnimi pasovi ali celo z dodatki raznovrstnih našitkov.
Naziv »dan« sicer pomeni mojstra, torej nekoga, ki ni več začetnik, vendar pri mnogih veščinah nižje mojstrske stopnje še ne dajo ugleda izkušenega strokovnjaka, pogosto tudi ne pomenijo takojšnjega dovoljenja ali sposobnosti, da oseba postane učitelj te veščine.
V japonske borilne veščine je bil sistem kyu in dan stopenj prvič uveden šele konec 19. stoletja, in sicer v judu.